# Xochiyáoyotl

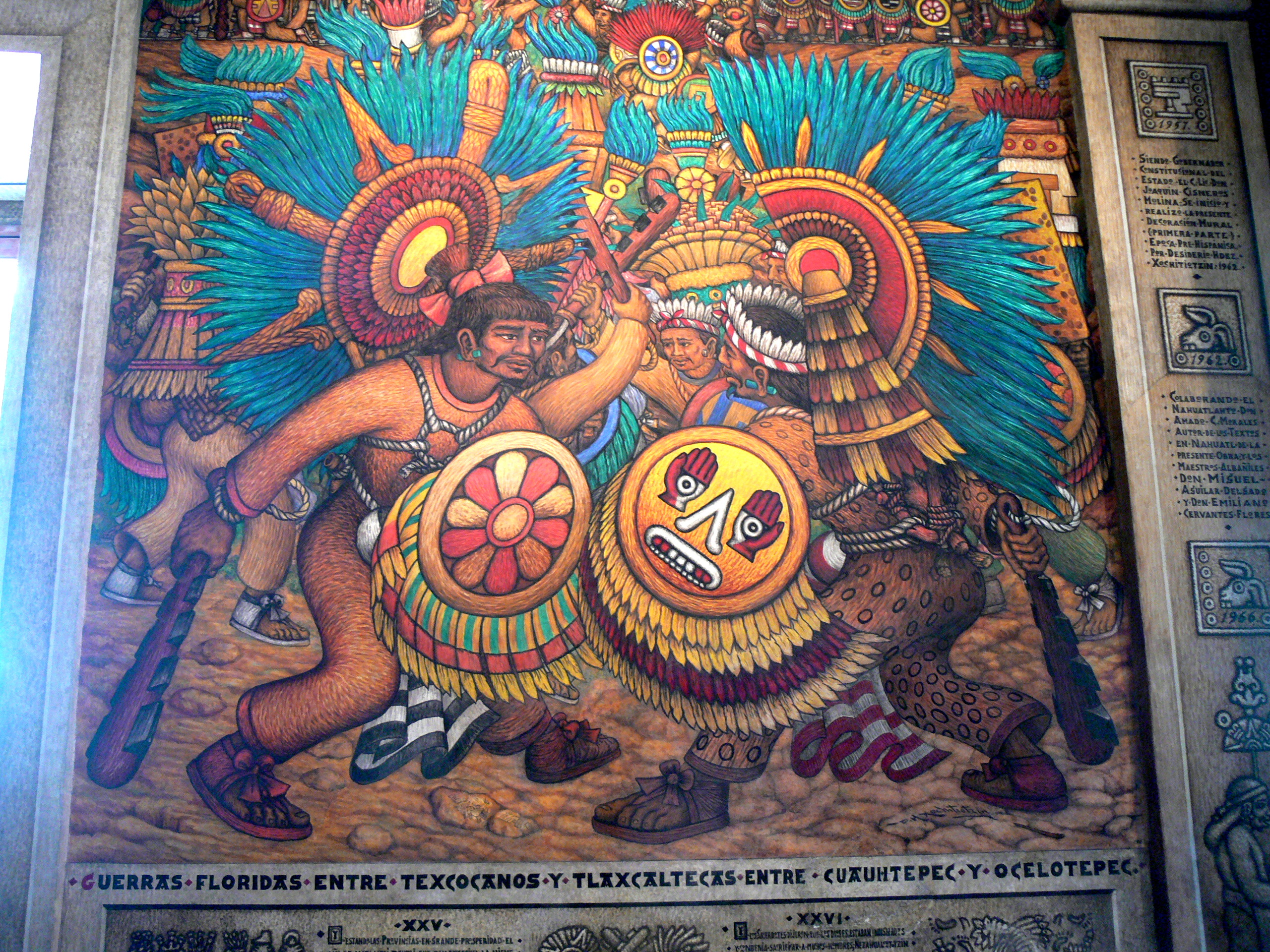
Guerreros tlaxcaltecas luchan en una guerra florida contra guerreros de Texcoco, Cuauhtepec y Ocelotepec.

Las guerras floridas o Xochiyáoyotl ( derivado de xōchi- ‘flor’, yao- ‘guerra’ -yō- [derivativo]) eran unas guerras rituales propias de los mexicas antes de la Conquista. Varias ciudades-estado acordaban organizar combates en los que cada una capturaba prisioneros del bando contrario, los que eran sacrificados ritualmente. Con frecuencia, se realizaban en condiciones de sequía extrema.

## Orígenes
El noble texcocano Fernando de Alva Ixtlilxóchitl da la declaración temprana más completa sobre el origen y el fundamento inicial de las guerras floridas.  De 1450 a 1454, los mexicas habían sufrido malas cosechas y una grave sequía; esto provocó hambruna y muchas muertes en el altiplano central de México.  Ixtlilxochitl relata que la guerra de las flores comenzó "como respuesta" a la hambruna: "los sacerdotes de Tenochtitlan decían que los dioses estaban enojados con el imperio, y que para aplacarlos era necesario sacrificar muchos hombres, y que esto tenía que hacerse con regularidad".  Así, Tenochtitlán (la capital mexica), Texcoco, Tlaxcala, Cholula y Huejotzingo acordaron entablar una guerra de flores con el propósito de obtener sacrificios humanos para los dioses.  Sin embargo, eruditos como Frederic Hicks no están de acuerdo con el uso de los escritos de Ixlilxochitl como la historia del origen de las guerras floridas, debido a que Ixtlilxochitl no menciona específicamente las "guerras floridas" y es la única fuente conocida que registra estos eventos. 
Las guerras floridas se diferenciaban de las guerras típicas en varios aspectos importantes. En la típica guerra mexica, los principales objetivos eran razones políticas, religiosas y socioeconómicas. Las guerras floridas eran un tipo secundario de guerra que practicaban los mexicas y se diferenciaba de la guerra típica. Mientras participaban en una guerra florida, los ejércitos en competencia se reunirían en una fecha preestablecida en un lugar preseleccionado. Estos lugares se convirtieron en sitios sagrados y fueron llamados cuauhtlalli o yaotlalli. Los combatientes señalaron el inicio de la guerra quemando una gran "pira de papel e incienso" entre los ejércitos. Las tácticas de batalla reales también diferían de la guerra típica. En una guerra típica, los mexicas usaban dardos atlatl, piedras y otras armas a distancia para debilitar a las fuerzas enemigas desde lejos. Sin embargo, en las guerras florales, los aztecas descuidaron el uso de armas a distancia y en su lugar utilizaron armas como el macuahuitl  que requerían habilidad y proximidad al enemigo. El uso de este tipo de armas permitió a los aztecas mostrar su capacidad de combate individual, lo cual fue una parte importante de la guerra florida.

## Práctica
Las Guerras Floridas involucraron menos soldados que las típicas guerras aztecas. Una proporción mayor de soldados provendría de la nobleza que durante una guerra típica. Estas características permitieron a los aztecas participar en guerras florales durante cualquier época del año. Por el contrario, los aztecas sólo podían librar guerras de conquista más importantes desde finales del otoño hasta principios de la primavera, porque los ciudadanos aztecas eran necesarios para fines agrícolas durante el resto del año. Además, las guerras de flores se diferenciaban de las guerras típicas en que había el mismo número de soldados en cada lado de la batalla. Esto también estaba relacionado con el deseo de los aztecas de mostrar su destreza militar. Tenían la capacidad de participar en guerras pequeñas con más frecuencia que otros, por lo que se utilizaba como práctica para preparar a sus guerreros para una guerra típica.
Las Guerras Floridas fueron generalmente menos letales que las guerras típicas, pero una guerra florida prolongada podría volverse cada vez más letal con el tiempo. Por ejemplo, en una guerra de flores de larga duración entre los aztecas y los chalcas, hubo pocas muertes en batalla al comienzo. Después de que pasó el tiempo, los plebeyos capturados comenzaron a ser asesinados, pero los nobles capturados fueron liberados con frecuencia; El sacrificio no siempre fue el destino de los cautivos. Sin embargo, después de que pasó más tiempo, los nobles cautivos fueron asesinados junto con los plebeyos. Esto aumentó el costo de la guerra de las flores tanto para los aztecas como para los chalcas. Los aztecas consideraban que la muerte en la guerra de las flores era más noble que morir en una guerra típica; esto se puede ver en la palabra para una muerte en la guerra de las flores, xochimiquiztli, que se traduce como "muerte florida, muerte dichosa, muerte afortunada". Además, los aztecas pensaban que sus propios guerreros que murieran en una guerra de flores serían transportados al cielo donde vivía Huitzilopochtli (el dios supremo del sol, el fuego y la guerra).

## Interpretaciones
Algunos autores como Román Piña Chan aseveran que su única función era obtener víctimas para los sacrificios humanos, forma de pacificar los dioses en momentos de intensas hambrunas.
Otros investigadores consideran que, dada la práctica (en realidad lo del sacrificio era en caso de perder) del sacrificio de prisioneros y la ingesta de parte de sus cuerpos, estos serían aprovechados para enriquecer la dieta y aliviar la presión demográfica en tiempos de carestía. Esta explicación material fue propuesta inicialmente por Michael Harner y fue ampliada por Marvin Harris, aunque ha sido controvertida. Para Harris, la perduración del canibalismo en Mesoamérica tiene que ver con las condiciones materiales. Harris arguye que en otros lugares, como Europa, los sacrificios humanos, que originalmente fueron acompañados de prácticas caníbales, evolucionaron hacia un sistema de esclavitud, ya que, de acuerdo con el análisis de ese autor, el trabajo extraíble de un enemigo esclavizado llegó a superar al aporte a la dieta de consumir el cuerpo del enemigo. En cambio, la escasez de grandes animales en Mesoamérica pudo haber impedido una evolución similar en esa región.